# Д’Абрера, Бернард
Бернард д’Абрера (англ. Bernard d’Abrera; 28 августа 1940, Мельбурн, Австралия — 13 января 2017, там же) — австралийский энтомолог и систематик, философ науки, известен многочисленными публикациями книг о чешуекрылых (бабочках). Один из самых известных в мире специалистов по чешуекрылым.

## Биография
Окончил Университет Нового Южного Уэльса в Сиднее. Во время учёбы, в 1964 году, с группой других студентов, в качестве розыгрыша, похитил крокодила из зоопарка Таронга. Восемьдесят студентов, заградив вольер живым щитом, захватили животное в мешок и вышли через турникеты. Крокодил был возвращен в зоопарк после уплаты 100 фунтов стерлингов в качестве выкупа.
В 1965 году получил степень бакалавра искусств по двойной специализации: «История и философии науки» и «История». Также имел диплом преподавателя, полученный в Мельбурне в 1972 году.
Более сорока лет по всему миру занимался фотографированием музейных образцов бабочек, а также сбором образцов и внесением их описания в каталоги.
В 1978 году помог раскрыть сеть контрабандистов на Папуа-Новой Гвинее, занимавшихся нелегальным сбытом на чёрном рынке редких видов бабочек, которые переправлялись за рубеж. Эта незаконная торговля по приблизительным оценкам доставляла её создателям прибыль по меньшей мере в 200 000 долларов ежегодно.
В 1982 году вместе с женой основал издательский дом «Lucilla Hill House Publishers» в Мельбурне и Лондоне, чтобы публиковать, в частности, свои собственные работы. В 1987 году «Hill House» запустил проект по изданию антикварного факсимиле произведений викторианского орнитолога Джона Гульда, основанного на коллекции лондонского Музея естественной истории. «Hill House» также публикует подлинные факсимиле документов, старинные гравюры и карты.

## Критика
С 1982 года открыто критиковал теорию эволюции. Энтомолог и эволюционный биолог Артур Шапиро из Калифорнийского университета в Дэвисе обращал внимание на встречающиеся в книгах д’Абреры «глупости» и ошибки, на скверный стиль написания, но отмечал, что в качестве определителя экзотических видов бабочек этим книгам на данный момент фактически нет альтернативы.

## Виды названные в его честь
В его честь было названо несколько видов чешуекрылых:
- Parantica dabrerai из Сулавеси. Подсемейство Данаиды[8]
- Gnathothlibus dabrera из Сулавеси. Семейство бражники[9]